# Freixo de Espada à Cinta
Freixo de Espada à Cinta é uma vila raiana portuguesa localizada na sub-região do Douro, pertencendo à região do Norte e ao distrito de Bragança. 
É sede do Município Freixo de Espada à Cinta que tem uma área total de 244,14 km2, 3.139 habitantes em 2023 e uma densidade populacional de 12,9 habitantes por km2, subdividido em 4 freguesias. O município é limitado a norte pelo município de Mogadouro, a leste e sul pela região espanhola de Castela e Leão, a sudoeste por Figueira de Castelo Rodrigo e Vila Nova de Foz Côa e a oeste e noroeste por Torre de Moncorvo.
Na década de 1930, o historiador Reynaldo dos Santos classificou Freixo de Espada à Cinta como "a vila mais manuelina de Portugal", estando inventariadas, fotografadas e catalogadas 101 molduras manuelinas, entre portadas e janelas.

## Toponímia
A origem lendária do nome é abordada por João de Barros: 
Freixo de Espada Cinta - vila em Portugal na província Tarraconense, creio que tomou este nome de um que se chama Freixo, que a edificou na destruição de Espanha, e era primo de D. Rezendo que jaz em Cellanova, que fundou o Mosteiro do Monte em Cordova, e trazia por armas uns feixes com uma espada e as pôs nesta vila donde lhe chamam, e isto é o porquê a geração dos Freixes em Galiza traz esta espada por armas.

## Geografia
Todas as freguesias são banhadas pelo Rio Douro, que nasce na Serra de Urbión e desagua no Porto/Vila Nova de Gaia, e todas as freguesias, parcialmente ou totalmente, estão inseridas no Parque Natural do Douro Internacional.
A Ribeira de Mós, sendo das mais importantes, nasce em Mós e desagua no Rio Douro, atravessando as freguesias do sul (Ligares, Poiares e Freixo).
A única barragem que existe é a Barragem de Saucelle, estando esta a ser explorada por Espanha.
A Montanha de Lagoaça com 884 metros é a maior do município, pertencendo à Serra de Reboredo e Mogadouro, estando esta em Lagoaça
A Montanha da Porrinhela com 832 metros, pertence à Serra do Reboredo, estando esta em Mazouco.

## Freguesias

Freguesias do Município de Freixo de Espada à Cinta

O Município de Freixo de Espada à Cinta está dividido em 4 freguesias:
| Freguesia                          | Residentes (2011) | Residentes (2021) |
| ---------------------------------- | ----------------- | ----------------- |
| Freixo de Espada à Cinta e Mazouco | 2355              | 2114              |
| Lagoaça e Fornos                   | 617               | 443               |
| Ligares                            | 397               | 332               |
| Poiares                            | 411               | 326               |
| Total                              | 3780              | 3215              |

## Evolução da população do município
(Obs.: Número de habitantes "residentes", ou seja, que tinham a residência oficial neste município à data em que os censos se realizaram.)
| Número de habitantes por Grupo Etário | Número de habitantes por Grupo Etário | Número de habitantes por Grupo Etário | Número de habitantes por Grupo Etário | Número de habitantes por Grupo Etário | Número de habitantes por Grupo Etário | Número de habitantes por Grupo Etário | Número de habitantes por Grupo Etário | Número de habitantes por Grupo Etário | Número de habitantes por Grupo Etário | Número de habitantes por Grupo Etário | Número de habitantes por Grupo Etário | Número de habitantes por Grupo Etário | Número de habitantes por Grupo Etário |
| ------------------------------------- | ------------------------------------- | ------------------------------------- | ------------------------------------- | ------------------------------------- | ------------------------------------- | ------------------------------------- | ------------------------------------- | ------------------------------------- | ------------------------------------- | ------------------------------------- | ------------------------------------- | ------------------------------------- | ------------------------------------- |
|                                       | 1900                                  | 1911                                  | 1920                                  | 1930                                  | 1940                                  | 1950                                  | 1960                                  | 1970                                  | 1981                                  | 1991                                  | 2001                                  | 2011                                  | 2021                                  |
| 0-14 Anos                             | 2419                                  | 2498                                  | 2272                                  | 2324                                  | 2582                                  | 2295                                  | 2063                                  | 1740                                  | 1263                                  | 784                                   | 474                                   | 429                                   | 322                                   |
| 15-24 Anos                            | 1172                                  | 1184                                  | 1052                                  | 1298                                  | 1223                                  | 1473                                  | 1199                                  | 880                                   | 809                                   | 585                                   | 477                                   | 324                                   | 247                                   |
| 25-64 Anos                            | 2971                                  | 2797                                  | 2480                                  | 2785                                  | 3089                                  | 3264                                  | 3416                                  | 3000                                  | 2668                                  | 2450                                  | 1923                                  | 1715                                  | 1447                                  |
| = ou > 65 Anos                        | 285                                   | 440                                   | 480                                   | 489                                   | 518                                   | 576                                   | 610                                   | 790                                   | 977                                   | 1095                                  | 1310                                  | 1312                                  | 1200                                  |

(Obs: De 1900 a 1950 os dados referem-se à população presente no município à data em que eles se realizaram Daí que se registem algumas diferenças relativamente à designada população residente)

## Economia
A Câmara de Freixo de Espada à Cinta tem apoiado algumas tecedeiras e a divulgação da sericicultura em algumas feiras dentro e fora do município.

## Património
- Capela do Senhor da Rua Nova
- Pelourinho de Freixo de Espada à Cinta
- Igreja Matriz de Freixo de Espada à Cinta ou Igreja de São Miguel de Freixo de Espada à Cinta
- Castelo de Freixo de Espada à Cinta, com torre heptagonal
- Gravuras rupestres do Mazouco
- Calçada de Alpajares ou Calçada dos Mouros
- Castelo de Alva

## Tradições
Em Freixo de Espada à Cinta realiza-se na Quaresma a Procissão dos Sete Passos, única no distrito de Bragança, sendo esta uma tradição secular que se inicia à meia-noite de todas as Sextas-Feiras da Quaresma, às doze badaladas do relógio da Torre Heptagonal, tendo o percurso uma duração de cerca de duas horas e havendo uma pausa em todas as capelas e Igreja para entoar cânticos em português e latim.

## Ensino

### Ensino Pré-Escolar
- Jardim Infantil Do Centro Paroquial De Assistência, Freixo de Espada á Cinta
- Jardim de Infância da Santa Casa de Misericórdia de Freixo de Espada á Cinta
- Jardim de Infância de Freixo de Espada à Cinta
- Jardim de Infância do Centro Social Monsenhor Júlio Martins, Ligares

### Ensino Primário
- Escola Primária de Freixo de Espada á Cinta

### Ensino de 2º e 3º Ciclo
- Escola Básica Guerra Junqueiro, Freixo de Espada á Cinta

## Política

### Eleições autárquicas[13]
| Data | %       | V       | %     | V     | %            | V            | %              | V       | %              | V      | %              | V      | %              | V       | %   | V   | Participação |                |
| Data | PPD/PSD | PPD/PSD | PS    | PS    | FEPU/APU/CDU | FEPU/APU/CDU | CDS-PP         | CDS-PP  | PPM            | PPM    | AD             | AD     | PSD-CDS        | PSD-CDS | MPT | MPT | Participação |                |
| ---- | ------- | ------- | ----- | ----- | ------------ | ------------ | -------------- | ------- | -------------- | ------ | -------------- | ------ | -------------- | ------- | --- | --- | ------------ | -------------- |
| Data | 1976    | 47,59   | 3     | 33,70 | 2            | 10,47        | -              |         |                |        |                |        |                |         |     |     |              | 53,55 / 100,00 |
| 1979 | 44,59   | 3       | 22,06 | 1     | 7,83         | -            | 20,12          | 1       | 66,36 / 100,00 |        |                |        |                |         |     |     |              |                |
| 1982 | AD      | AD      | 35,94 | 2     | 9,59         | -            | AD             | AD      | AD             | AD     | 47,89          | 3      | 71,34 / 100,00 |         |     |     |              |                |
| 1985 | 45,43   | 3       | 42,75 | 2     | 7,19         | -            |                |         |                |        |                |        | 66,27 / 100,00 |         |     |     |              |                |
| 1989 | 32,22   | 2       | 50,30 | 3     | 1,31         | -            | 11,92          | -       | 72,88 / 100,00 |        |                |        |                |         |     |     |              |                |
| 1993 | 37,42   | 2       | 55,08 | 3     | 1,10         | -            | 2,22           | -       | 74,47 / 100,00 |        |                |        |                |         |     |     |              |                |
| 1997 | 50,73   | 3       | 44,06 | 2     | 0,84         | -            |                |         | 74,96 / 100,00 |        |                |        |                |         |     |     |              |                |
| 2001 | 54,60   | 3       | 42,73 | 2     | 0,36         | -            | 80,86 / 100,00 |         |                |        |                |        |                |         |     |     |              |                |
| 2005 | 42,94   | 2       | 50,37 | 3     | 0,40         | -            | 3,19           | -       | 81,44 / 100,00 |        |                |        |                |         |     |     |              |                |
| 2009 | CDS-PP  | CDS-PP  | 55,44 | 3     | 0,79         | -            | PPD/PSD        | PPD/PSD | 40,72          | 2      | 78,87 / 100,00 |        |                |         |     |     |              |                |
| 2013 | 47,88   | 3       | 45,70 | 2     | 0,88         | -            |                |         |                |        | 76,78 / 100,00 |        |                |         |     |     |              |                |
| 2017 | 49,28   | 3       | 34,82 | 2     | 1,33         | -            | 10,00          | -       | CDS-PP         | CDS-PP | CDS-PP         | CDS-PP | 74,50 / 100,00 |         |     |     |              |                |
| 2021 | 32,64   | 2       | 62,97 | 3     | 0,96         | -            |                |         |                |        |                |        | 77,82 / 100,00 |         |     |     |              |                |

### Eleições legislativas
| Data | %     | %     | %     | %    | %     | %     | %        | %     | %    | %     | %    | %       | %   | % | %  | %  |
| Data | PSD   | PS    | CDS   | PCP  | UDP   | AD    | APU/ CDU | FRS   | PRD  | PSN   | BE   | PSD CDS | PAN | L | CH | IL |
| ---- | ----- | ----- | ----- | ---- | ----- | ----- | -------- | ----- | ---- | ----- | ---- | ------- | --- | - | -- | -- |
| 1976 | 32,16 | 27,07 | 20,98 | 3,62 | 0,69  |       |          |       |      |       |      |         |     |   |    |    |
| 1979 | AD    | 31,91 | AD    | APU  | 1,69  | 48,75 | 8,19     |       |      |       |      |         |     |   |    |    |
| 1980 | AD    | FRS   | AD    | APU  | 0,47  | 54,08 | 7,58     | 31,05 |      |       |      |         |     |   |    |    |
| 1983 | 32,47 | 38,54 | 12,25 | APU  | 0,29  |       | 8,64     |       |      |       |      |         |     |   |    |    |
| 1985 | 37,05 | 33,11 | 7,31  | APU  | 0,78  | 7,70  | 6,52     |       |      |       |      |         |     |   |    |    |
| 1987 | 55,84 | 24,35 | 4,06  | CDU  | 0,74  | 5,18  | 1,09     |       |      |       |      |         |     |   |    |    |
| 1991 | 52,68 | 33,41 | 4,26  | CDU  |       | 2,31  | 0,90     | 1,78  |      |       |      |         |     |   |    |    |
| 1995 | 41,63 | 46,40 | 5,90  | CDU  | 0,79  | 1,78  |          |       |      |       |      |         |     |   |    |    |
| 1999 | 44,28 | 43,89 | 6,00  | CDU  |       | 2,14  | 0,19     | 0,86  |      |       |      |         |     |   |    |    |
| 2002 | 53,77 | 33,64 | 7,81  | CDU  | 1,24  |       | 0,40     |       |      |       |      |         |     |   |    |    |
| 2005 | 38,00 | 50,06 | 4,16  | CDU  | 1,95  | 1,66  |          |       |      |       |      |         |     |   |    |    |
| 2009 | 40,80 | 40,64 | 6,21  | CDU  | 2,06  | 5,26  |          |       |      |       |      |         |     |   |    |    |
| 2011 | 51,95 | 31,87 | 6,22  | CDU  | 2,07  | 2,37  |          |       |      |       |      |         |     |   |    |    |
| 2015 | CDS   | 41,04 | PSD   | CDU  | 2,94  | 6,77  | 43,09    | 0,39  | 0,28 |       |      |         |     |   |    |    |
| 2019 | 34,29 | 44,47 | 3,35  | CDU  | 2,39  | 5,53  |          | 0,82  | 0,41 | 0,61  | 0,41 |         |     |   |    |    |
| 2022 | 29,84 | 54,68 | 0,62  | CDU  | 1,75  | 2,37  | 0,37     | 0,19  | 6,93 | 0,87  |      |         |     |   |    |    |
| 2024 | AD    | 36,79 | AD    | CDU  | 32,45 | 0,54  | 1,93     | 0,54  | 0,54 | 21,23 | 0,97 |         |     |   |    |    |

## Acessos

### Rodoviário
- EN220
  - Estação de Freixo - Carviçais (Torre de Moncorvo) - Torre de Moncorvo - Pocinho (Vila Nova de Foz Côa)
- EN221
  - Miranda do Douro - Mogadouro - Freixo de Espada á Cinta - Figueira Castelo Rodrigo - Pinhel - Guarda
- EN325
  - IP2 - Torre de Moncorvo - Açoreira (Torre de Moncorvo) - Maçores (Torre de Moncorvo) - Ligares - N221

## Personalidades
- Guerra Junqueiro (Ligares, Freixo de Espada à Cinta, 15 de setembro de 1850 — Lisboa, 7 de julho de 1923) foi alto funcionário administrativo, político, deputado, jornalista, escritor e poeta português.
- Jorge Álvares (Freixo de Espada à Cinta, Reino de Portugal, ? – Tamão, Império do Meio, (China), 8 de julho de 1521) foi um explorador português, o primeiro europeu a aportar na China, por via marítima, e, em 1513, a visitar o território que atualmente é Hong Kong.
- Manuel Carlos Quintão Meireles (Freixo de Espada à Cinta, 14 de Dezembro de 1880 — Lisboa, 11 de Março de 1962) foi um oficial general da Armada Portuguesa e político dos tempos finais da Primeira República Portuguesa e iniciais do Estado Novo. Foi Ministro dos Negócios Estrangeiros (19 de Dezembro de 1928 a 9 de Julho de 1929) no governo da Ditadura Nacional presidido por José Vicente de Freitas. Em 1951 foi candidato oposicionista nas eleições presidenciais portuguesas, desistindo três dias antes da votação por considerar não existirem condições para uma eleição livre e justa
- António José Antunes Navarro (Lagoaça, 11 de Julho de 1803 - ?, 17 de julho de 1867) foi um político português, presidente da Câmara do Porto entre 1860 e 1867.
- Manuel Maria Sarmento Rodrigues (Freixo de Espada à Cinta, Freixo de Espada à Cinta, 15 de Junho de 1899 — Lisboa, 1 de Agosto de 1979) foi um almirante da Marinha de Guerra Portuguesa, administrador colonial e professor de grande nomeada.
- António Monteiro Cardoso (1950 - 2016) - Escritor e historiador

## Na ficção
- Na obra Geografia de Dona Benta, do escritor brasileiro Monteiro Lobato, as personagens do Sítio do Picapau Amarelo visitam Freixo de Espada à Cinta:  [...] Lisboa não interessava Dona Benta. Sua ideia era visitar certa aldeia da província onde estava enterrado seu tataravô [...]. A terrinha do tataravô de Dona Benta chamava-se Freixo de Espada à Cinta, uma aldeola extremamente pitoresca, onde os meninos se regalaram. De indagação em indagação, descobriram o túmulo do velho Encerrabodes, cujo filho emigrara para o Brasil duzentos anos atrás. O túmulo do velho estava em ruínas, revestido de liquens, com a inscrição já ilegível. Mesmo assim Dona Benta ajoelhou-se ao lado e rezou uma rezinha curta. Depois disse: -- Está aqui a raiz, está aqui o tronco. Um galho mudou-se para o Brasil, dando origem aos Encerrabodes de Oliveira lá da nossa zona. Se não fosse este velhinho aqui enterrado, vocês não existiriam..."[16]